# Alyssa Milano
Alyssa Jayne Milano (Nova Iorque, 19 de dezembro de 1972) é uma atriz, produtora, cantora e empresária americana. Sua carreira começou depois que ela apareceu no Musical da Broadway, Annie, e é reconhecida principalmente por seu papel na sitcom Who's the Boss? (1984 – 1992) e na série Charmed (1998 - 2006).
Alyssa iniciou sua carreira como cantora em 1989 com o álbum Look in My Heart, mais tarde vieram mais 3 álbuns de estúdios e 2 coletâneas.
Frequentemente, Alyssa aparece nas listas das "mulheres mais sexy’s do mundo" de revistas, incluindo FHM, People, Maxim Playboy e outras. É também considerada pelo PETA a vegetariana mais sexy do mundo.
Atualmente, interpreta a personagem Coralee Armstrong na série norte-americana original netflix Insatiable

## Biografia

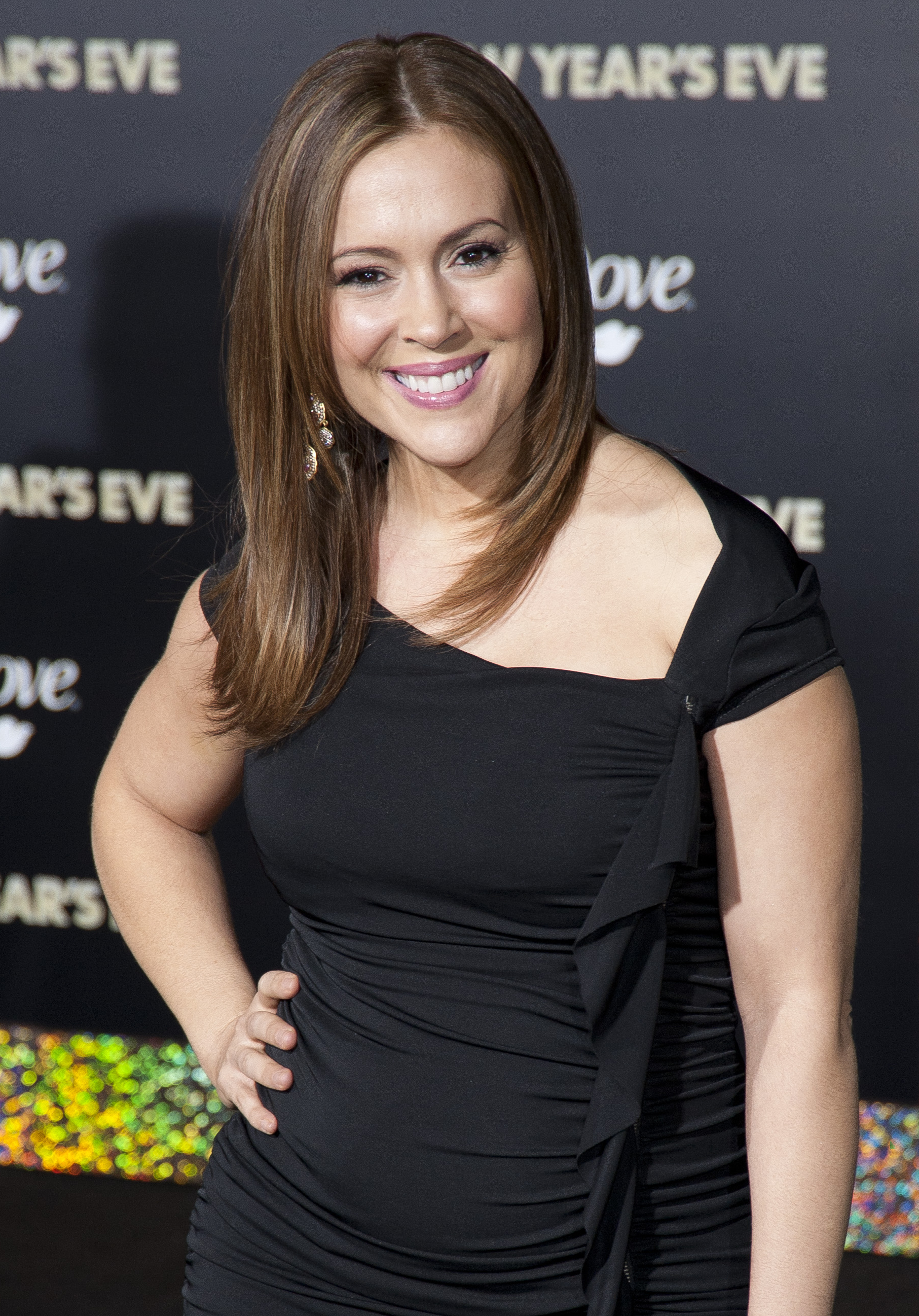
Alyssa em 2011

Alyssa nasceu no Brooklyn, New York. É a filha de pais ítalo-americanos, Lin, uma designer de moda e gerente de talentos, e Thomas M. Milano, um editor de música para filmes. Ela tem um irmão mais novo, Cory (nascido em 1982), que também é ator. Tem como primos os também atores Eric Lloyd e Emily Ann Lloyd.

## Carreira

### Início
Aos sete anos, assistindo ao musical da Broadway "Annie", decidiu que também era capaz de representar e que abraçaria a carreira artística. Ela apareceu em comerciais de televisão e produções off-Broadway.
Um ano depois, aos 8 anos, já era estrela da peça "July", peça vencedora de um Tony (o Oscar do teatro estadunidense). Mais tarde, participaria de várias outras montagens, entre elas a primeira adaptação musical de Jane Eyre. Aos dez anos, Alyssa Milano fez seu primeiro filme para o cinema, e a estreia já foi em grande estilo: contracenou ao lado de Danny Aiello em Old Enough.
No ano seguinte, aos onze anos, estreou na TV no seriado Who's the Boss, Quando Alyssa ganhou o papel, sua família mudou-se de Staten Island para Hollywood. Alyssa participou do programa de 1984 a 1992, quando o programa foi encerrado. A partir daí, Alyssa acumulou papéis na TV, cinema e até como cantora.
Em 1985, Alyssa Milano interpretou Jenny Matrix no filme Comando para Matar, a personagem era filha de John Matrix (Arnold Schwarzenegger). Aparecendo com apenas 12 anos de idade em um filme de ação, Alyssa admitiu que as vezes eram assustadoras algumas cenas de armas no filme.
Quase na mesma época Alyssa, serviu como modelo de corpo para a personagem Ariel do filme 'A Pequena Sereia'.
Ela produziu um vídeo do exercício adolescente, em 1988, chamado Teen Steam.
No início de sua carreira, Alyssa Milano era conhecida principalmente por seu papel em Who's the Boss? (1984-1992). Mais tarde ela tentou lançar sua imagem de "menina bonita" aparecendo em vários filmes direcionados ao público adulto, como Casualties of Love: The Long Island Lolita Story (1993), Embrace of the Vampire (1994), Deadly Sins (1995), e Poison Ivy II: Lily (1996), onde contracenou com Johnathon Schaech e Xander Berkeley.
Ainda na adolescência, Alyssa Milano atacou em outras frentes. Lançou-se como cantora e chegou a gravar cinco álbuns no Japão, todos ganhadores do disco de platina. A fama no Oriente a levou a se apresentar em um festival de música de Tóquio para 40 mil pessoas.
Em 1996, apareceu ao lado de Mark Wahlberg e Reese Witherspoon no filme de suspense/terror Medo.

### Papéis recentes

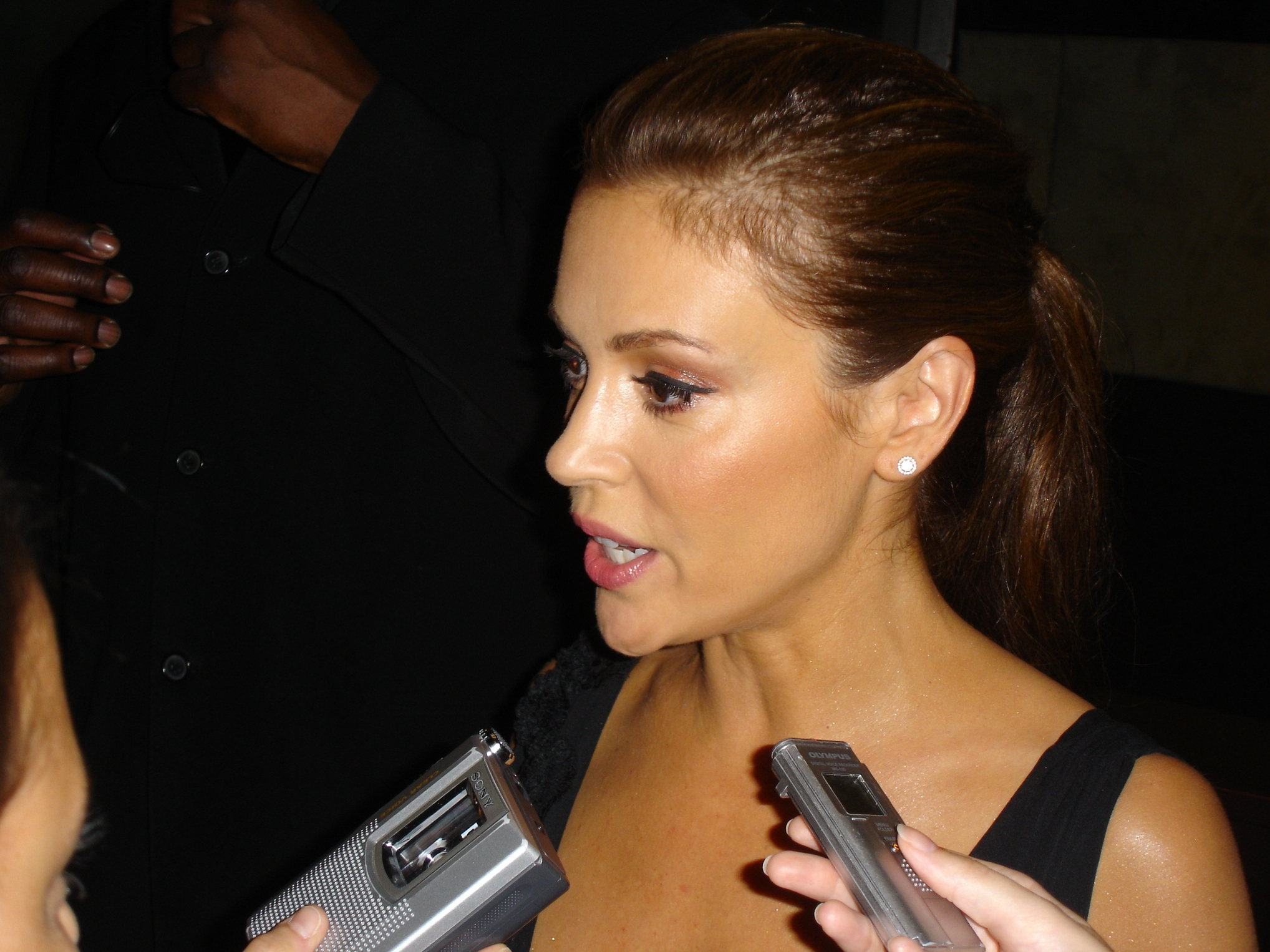
Alyssa Milano, 2008.

Depois de Who's the Boss, em 1997, a atriz voltou a atuar em uma série de TV, quando fez uma participação especial como Jennifer Mancini na série Melrose Place (1997–1998). Meg Winston em Spin City, e principalmente como Phoebe Halliwell em oito anos de execução da popular série de TV Charmed, do canal WB (1998-2006). Milano e sua amiga próxima Holly Marie Combs tornaram-se também produtoras de Charmed durante a quinta temporada da série.
Em 2007, Milano filmou um piloto para a ABC intitulado Reinventing the Wheelers. A série não foi escolhida para ir ao ar, mas em vez disso, Milano apareceu em dez episódios da 3ª temporada da série My Name is Earl.
Alyssa estrelou em 2008 o filme Pathology, ao lado de Milo Ventimiglia .
Em abril de 2008, anunciou que novamente filmaria outro episódio piloto para a emissora ABC, inicialmente intitulado "Nuclear Family" ("Família nuclear") e mais tarde o título oficial Single with Parents ("Solteira com Pais"), juntamente com os atores Beau Bridges, Annie Potts, Amanda Detmer e Eric Winter.
Inicialmente a emissora ABC aceitou o projeto, dando uma estreia prevista para 2009. Mais tarde a ABC optou em não avançar a série "Single with Parents", assim esse projeto não foi ao ar e se tornou a segunda série que Alyssa tenta emplacar depois do fim de Charmed que não passa do episódio piloto.
Os fãs de Alyssa até tentaram (sem sucesso) fazer uma petição online na tentativa de "salvar" o seriado.
Em 2009, Alyssa emprestou sua voz para o videogame Ghostbusters: The Video Game.
No começo de 2010 Alyssa fez uma participação especial na 2ª temporada da série Castle, como Kyra Blaine. Nesse mesmo ano estreou em 19 de Abril na ABC a sua nova série Romantically Challenged, tendo somente 4 episódios devido ao cancelamento da série.

## Vida pessoal
Alyssa Milano sofre de dislexia, mas conseguiu ultrapassar o problema, familiarizando-se com as palavras.
Milano é fã do Los Angeles Dodgers e escreve um blog de baseball regular no site da Major League Baseball.
Em dezembro de 1998 recebeu US$ 230 000, num processo judicial contra um website que havia postado fotos suas, nua, sem autorização.
Milano tem oito tatuagens em seu corpo, sendo a primeira feita aos 19 anos, incluindo uma em cada pulso e no tornozelo, ombro, pescoço, quadril e região lombar. É vegetariana e aparece em inúmeras campanhas do PETA em prol do vegetarianismo, com o tema "Let Vegetarianism Grow On You" (em português, "Deixe o vegetarianismo crescer em você"), e chegou a ser declarada a vegetariana mais sexy do mundo.
Fora de ação, seus hobbies incluem fotografia, o trabalho humanitário, tocar piano e flauta, e passar tempo com seus três cães e oito cavalos.
Milano namorou durante sua adolescência o ator Corey Haim. Ficou noiva de Scott Wolf em 1993, mas não chegaram ao casamento. Em 1999, ela foi casada com o cantor e compositor Cinjun Tate, integrante da banda Remy Zero. Holly Marie Combs e até Shannen Doherty foram damas de honra na cerimônia. O casal se divorciou no final daquele ano.
Durante seu trabalho na série Charmed, ela se envolveu com o colega Brian Krause, por um tempo curto. Teve um rápido relacionamento com Justin Timberlake em 2002, logo após ele ter terminado com a cantora Britney Spears.
Ela já namorou alguns  atletas profissionais, inclusive Brad Penny, Pavano Carl, Barry Zito e Martin Russell.
Após um ano de namoro, ela e o agente David Bugliari ficaram noivos em 18 de dezembro de 2008. Milano e Bugliari casaram em 15 de agosto de 2009 em Nova Jersey, na casa da família do noivo. Os dois confirmaram sua gravidez pelo Twitter em 2008.

## Filantropia

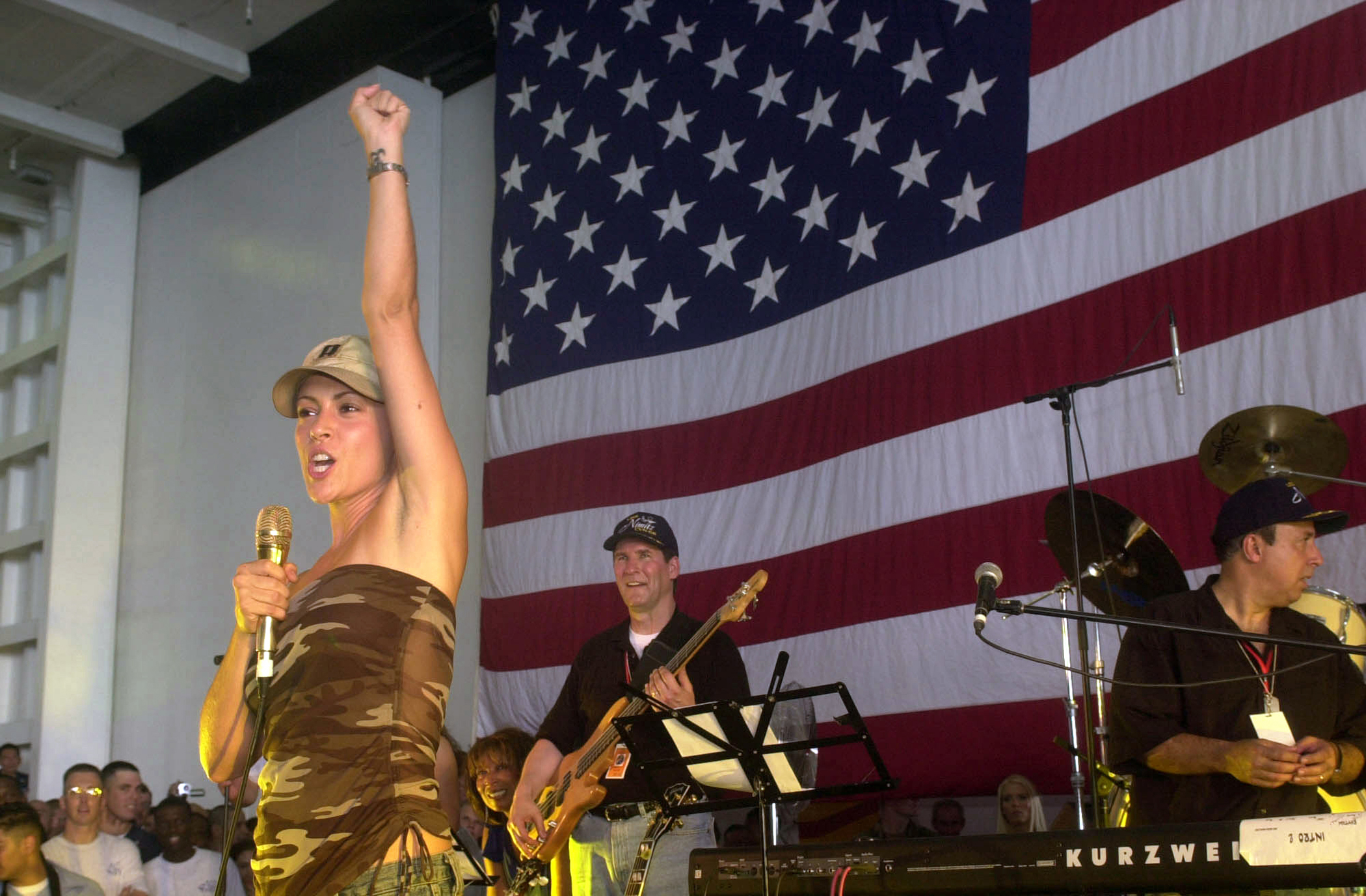
Alyssa Milano entretendo a tropa do USS Nimitz durante show em 19 de junho de 2003.

Alyssa Milano foi nomeada embaixadora de Fundadores da Global Network for Neglected Tropical Diseases (Rede Global de Doenças Tropicais Negligenciadas), ao qual ela doou US$ 250 000. A Rede Global é uma aliança formada para defender e para mobilizar recursos na luta para controlar as doenças tropicais negligenciadas. Milano vai trabalhar para aumentar a conscientização da DTN, educando os principais meios de comunicação e público em geral, a situação enfrentada por um bilhão de pessoas que são atingidas por DTN, e a importância de controlar e impedir esta crise global de saúde.
Milano é também embaixadora da Unicef nos Estados Unidos. Ela viajou para a Índia, assim como Angola, a trabalhar com oficiais de campo da UNICEF. No outono de 2004, ela participou de "UNICEF Trick or Treat" campanha como um porta-voz oficial. Ela levantou aproximadamente US$ 50 000 para as mulheres da África do sul e crianças com AIDS, vendendo próprio trabalho e da escola de fotografia. Em apoio para o PETA, ela apareceu em uma campanha à defesa do vegetarianismo, em um vestido feito inteiramente de vegetais.
Em 2010, quando aconteceu o terremoto do Haiti, a atriz usou seu blog no site The Huffington Post, para desafiar empresas dos EUA a imitarem sua doação. Ela disse que o dinheiro será usado na compra de suprimentos médicos, lonas, comida e kits de água para o Haiti. "Chorei e então fiz a única coisa que eu poderia fazer(…), assinei um cheque de US$ 50 mil para o Fundos dos EUA para a UNICEF", escreveu ela.
Em 37º aniversário, Alyssa foi tremendamente bem sucedida ao usar o Twitter como uma ferramenta para levantar dinheiro para "charity: water", uma organização sem fins lucrativos que trabalha para fornecer água potável para aqueles que precisam. Ela pediu a seus seguidores no twitter a doar dinheiro à caridade ao invés de lhe dar presentes de aniversário. Ela levantou US$ 92 568 para a caridade. Com o sucesso da campanha, a atriz declarou que este foi o melhor aniversário de sua vida.
A atriz dedica uma parte exclusiva de seu site oficial ao seu trabalho filantrópico.

## Outros projetos

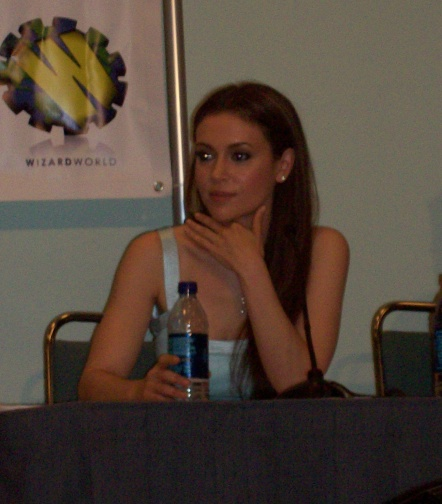
Alyssa Milano na "Los Angeles Wizard World Comic Book Convention", em março de 2008.

### Touch
Alyssa Milano também possui uma linha de roupas e acessórios, Touch.
A linha é inspirada no baseball, esporte que a atriz acompanha apaixonadamente. "TOUCH by Alyssa Milano" foi criada na primavera de 2007. Segundo Alyssa, ela nunca encontrava roupas bonitas para ir aos jogos. Ela achava que a roupa esportiva feminina disponível nas lojas não estava na moda, e que as mulheres não conseguiam manter o estilo ao assistir seus times favoritos. Então ela assinou contrato com a Major League de Baseball para desenhar e distribuir uma linha de moda jovem feminina esportiva. Essa linha cresceu, e não é mais somente para fãs do baseball. Alyssa uniu forças com as ligas NFL (futebol americano), NBA (basquete) e NHL (hóquei) para levar Touch às fãs desses esportes também.

### Livro
Em 24 de março de 2009, seu livro Safe at Home: Confessions of a Baseball Fanatic, teve sua estreia. No livro, a atriz mantém o foco, é claro, na sua paixão pelo Baseball, não dando muita atenção a sua vida pessoal.

### Modelo
Alyssa já fez vários trabalhos como modelo e garota-propaganda, trabalhando com várias marcas, como, Veet, Sheer Cover, Debon, 1-800-collect, Proactiv Solution, o polêmico comercial da Candie's (que chegou a ser censurado nos Estados Unidos e é considerado pela playboy um dos comerciais mais sexy's do mundo), Touch (sua própria grife), e outros.

## Filmografia

### Filmes
| Ano  | Filme                                            | Personagem                | Detalhes                                                |
| ---- | ------------------------------------------------ | ------------------------- | ------------------------------------------------------- |
| 1984 | Old Enough                                       | Diane                     |                                                         |
| 1985 | Comando para Matar                               | Jenny Matrix              |                                                         |
| 1986 | The Canterville Ghost                            | Jennifer Canterville      | Filme para TV                                           |
| 1988 | Crash Course                                     | Vanessa Crawford          | Filme para TV                                           |
| 1988 | Dance 'til Dawn                                  | Shelley Sheridan          | Filme para TV                                           |
| 1989 | Speed Zone!                                      | Lurleen                   |                                                         |
| 1992 | Little Sister                                    | Diana                     |                                                         |
| 1992 | Where the Day Takes You                          | Kimmy                     |                                                         |
| 1993 | The Webbers                                      | Fan                       | Filme para TV                                           |
| 1993 | Conflict of Interest                             | Eve                       |                                                         |
| 1993 | Casualties of Love: The Long Island Lolita Story | Amy Fisher                | Filme para TV                                           |
| 1993 | Candles in the Dark                              | Sylvia Velliste           | Filme para TV                                           |
| 1994 | Confessions of a Sorority Girl                   | Rita Summers              | Filme para TV                                           |
| 1994 | Double Dragon                                    | Marian Delario            |                                                         |
| 1995 | Deadly Sins                                      | Cristina                  |                                                         |
| 1995 | Embrace of the Vampire                           | Charlotte Wells           |                                                         |
| 1995 | The Surrogate                                    | Amy Winslow               | Filme para TV                                           |
| 1996 | Jimmy Zip                                        | Francesca                 | curta-metragem                                          |
| 1996 | Poison Ivy II: Lily                              | Lily Leonetti             |                                                         |
| 1996 | Fear                                             | Margo Masse               |                                                         |
| 1996 | Glory Daze                                       | Chelsea                   |                                                         |
| 1996 | To Brave Alaska                                  | Denise Harris             | Filme para TV                                           |
| 1996 | Public Enemies                                   | Amaryllis                 |                                                         |
| 1997 | Below Utopia                                     | Susanne                   | Também creditada como produtora                         |
| 1997 | Hugo Pool                                        | Hugo Dugay                |                                                         |
| 1998 | Goldrush: A Real Life Alaskan Adventure          | Frances Ella 'Fizzy' Fitz | Filme para TV                                           |
| 2001 | A dama e o vagabundo 2: As Aventuras de Banzé    | Angel (voz)               |                                                         |
| 2001 | Diamond Hunters                                  | Tracey Van der Byl        | Filme para TV                                           |
| 2002 | Buying the Cow                                   | Amy                       |                                                         |
| 2002 | Kiss the Bride                                   | Amy Kayne                 |                                                         |
| 2003 | Dickie Roberts: Former Child Star                | Cyndi                     |                                                         |
| 2004 | The Adventures of Jimmy Neutron: Boy Genius      | April Gorlock (voz)       | Filme para TV, Jimmy Neutron: Win, Lose and Kaboom      |
| 2005 | Dinotopia: Quest for the Ruby Sunstone           | tricerátopo(voz)          |                                                         |
| 2007 | The Blue Hour                                    | Allegra                   |                                                         |
| 2008 | Wisegal                                          | Patty Montanari           | Filme para TV Também creditada como produtora           |
| 2008 | Pathology                                        | Gwen Williamson           |                                                         |
| 2010 | Justice League: Crisis on Two Earths             | Aimee Brenner (voz)       | Bônus do DVD, DC Showcase: The Spectre (Curta-metragem) |
| 2010 | My Girlfriend's Boyfriend                        | Jesse Young               | Também creditada como produtora                         |
| 2010 | Sundays at Tiffany’s                             | Jane                      | Também creditada como produtora Filme para TV           |
| 2011 | Hall Pass                                        | Grace                     |                                                         |
| 2011 | New Year's Eve                                   | Melanie Cambridge         |                                                         |
| 2018 | Little Italy                                     | Dora                      |                                                         |

### Televisão
| Ano         | Título                                  | Personagem               | Detalhes                                                                     |
| ----------- | --------------------------------------- | ------------------------ | ---------------------------------------------------------------------------- |
| 1984-1992   | Who's the Boss?                         | Samantha Micelli         | 8 temporadas, 196 episódios                                                  |
| 1985        | Jem e as Hologramas                     | Jessica Sharp            | 1 episódio                                                                   |
| 1989        | Living Dolls                            | Samantha Micelli         | 1ª temporada, 2 episódios: It's My Party, It's All Done with Mirrors         |
| 1990        | Série rose                              | Laura                    | 4ª temporada, episódio 1                                                     |
| 1995        | The Outer Limits                        | Hannah Valesic           | 1ª temporada, episódio 16: Caught in the Act                                 |
| 1997-1998   | Melrose Place                           | Jennifer Mancini         | 6ª e 7ª temporadas, abandonou a série para participar de Charmed             |
| 1997 / 2001 | Spin City                               | Meg Winston              | 2ª temporada, episódio 11                                                    |
| 1997 / 2001 | Spin City                               | Meg Winston              | 5ª temporada, episódio 17                                                    |
| 1998        | A Ilha da Fantasia                      | Gina Williams            | 1 episódio                                                                   |
| 1998-2006   | Charmed                                 | Phoebe Halliwell         | 8 temporadas, 196 episódios Também creditada como produtora (temporadas 5-8) |
| 2001        | Family Guy                              | Ela mesma                | 3ª temporada, episódio 3: Mr. Griffin Goes to Washington                     |
| 2007        | Reinventing the Wheelers                | Annie                    | Somente episódio piloto, série cancelada                                     |
| 2007-2008   | My Name is Earl                         | Billie Cunningham        | 3ª temporada, 10 episódios                                                   |
| 2008        | Single with Parents                     | Lou                      | Somente episódio piloto, série cancelada                                     |
| 2010        | Castle                                  | Kyra Blaine              | 2ª temporada, episódio 12                                                    |
| 2010        | Romantically Challenged                 | Rebecca Thomas           | 1ª temporada, 4 episódios Série cancelada                                    |
| 2011        | Young Justice                           | Hera Venenosa            | 1ª temporada, episódio 14                                                    |
| 2011-2012   | Breaking In                             | Amy                      | 1ª temporada, episódio 2 2ª temporada, episódio 9                            |
| 2013-2014   | Mistresses                              | Savannah "Savi" Davis    | 26 episódios                                                                 |
| 2016        | What Goes Around Comes Around           | Robin                    | Filme de televisão                                                           |
| 2017        | Wet Hot American Summer: 10 Years Later | Renata Murphy Delvecchio |                                                                              |
| 2018 -2019  | Insatiable                              | Coralee Hugges Armstrong | Elenco Regular                                                               |

### Video games
| Ano  | Título                       | Personagem               |
| ---- | ---------------------------- | ------------------------ |
| 2009 | Ghostbusters: The Video Game | Dra. Ilyssa Selwyn (voz) |

### Vídeo clipes
| Ano  | Música  | Banda     | Detalhes              |
| ---- | ------- | --------- | --------------------- |
| 1999 | "Josie" | Blink-182 | Participação especial |

## Discografia
Álbuns de estúdio
| Ano  | Álbum                                                                             | Melhor Posição |
| Ano  | Álbum                                                                             | JPN            |
| ---- | --------------------------------------------------------------------------------- | -------------- |
| 1989 | Look in My Heart Lançamento: 25 de Março de 1989 - Formatos: CD, LP, Cassette     | 68             |
| 1989 | Alyssa Lançamento: 25 de Outubro de 1989 - Formatos: CD, LP, Cassette             | 15             |
| 1991 | Locked Inside a Dream Lançamento: 21 de Maio de 1991 - Formatos: CD, LP, Cassette | 19             |
| 1992 | Do You See Me? Lançamento: 18 de Setembro de 1992 - Formatos: CD, LP, Cassette    | 47             |

Coletâneas
| Ano  | Álbum | Melhor Posição |
| Ano  | Álbum | JPN            |
| ---- | --- | -------------- |
| 1990 | The Best in the World: Non-Stop Special Remix/Alyssa's Singles Lançamento: 21 de Fevereiro de 1990 - Formatos: CD, Cassette | 9              |
| 1995 | The Very Best of Alyssa Milano Lançamento: 1995 - Formatos: CD                                                              | -              |

Singles
| Ano  | Single                       | Álbum                 |
| ---- | ---------------------------- | --------------------- |
| 1989 | "What a Feeling"             | Look in My Heart      |
| 1989 | "Look In My Heart"           | Look in My Heart      |
| 1989 | "Straight to the Top"        | Look in My Heart      |
| 1989 | "I Had a Dream"              | Alyssa                |
| 1989 | "Happiness"                  | Alyssa                |
| 1990 | "The Best in the World"      | The Best in the World |
| 1990 | "I Love When We're Together" | —                     |
| 1991 | "New Sensation"              | Locked Inside a Dream |
| 1991 | "Voices That Care"           | —                     |
| 1992 | "Do You See Me?"             | Do You See Me?        |
| 1993 | "No Secret"                  | Locked Inside a Dream |

## Prêmios e indicações
| Ano  | Premiação           | Categoria                                                                               | Resultado |
| ---- | ------------------- | --------------------------------------------------------------------------------------- | --------- |
| 1986 | Young Artist Awards | Melhor Atriz Coadjuvante/Secundária em uma Série de TV, por Who's The Boss?             | Venceu    |
| 1987 | Young Artist Awards | Melhor Performance de uma jovem atriz, por Who's The Boss?                              | Venceu    |
| 1987 | Young Artist Awards | Melhor Performance de uma jovem atriz em um filme, por Comando para Matar               | Indicado  |
| 1988 | Kids' Choice Awards | Atriz Favorita na TV, por Who's The Boss?                                               | Venceu    |
| 1988 | Young Artist Awards | Melhor Superstar feminina na TV, por Who's The Boss?                                    | Venceu    |
| 1989 | Kids' Choice Awards | Atriz Favorita na TV, por Who's The Boss?                                               | Venceu    |
| 1989 | Young Artist Awards | Melhor Atriz (Jovem) em um Filme ou Minisérie, por Dance 'Til Dawn                      | Indicado  |
| 1990 | Kids' Choice Awards | Atriz Favorita na TV, por Who's The Boss?                                               | Venceu    |
| 2001 | Annie Award         | Melhor dublagem em filme de animação, por A dama e o vagabundo 2: As Aventuras de Banzé | Indicado  |
| 2005 | Kids' Choice Awards | Atriz Favorita na TV, por Charmed                                                       | Indicado  |
| 2006 | Teen Choice Awards  | TV – Escolha de Melhor Atriz, por Charmed                                               | Indicado  |
| 2010 | Do Something Awards | DO SOMETHING Twitter                                                                    | Venceu    |